# Peter Wright (darter)
Peter Wright (Livingston, 10 maart 1970) is een Schots darter. Zijn bijnaam is Snakebite. Wright is vooral bekend om zijn kleurrijke kleding, kapsel en de door zijn eigen vrouw geverfde slangenkop op zijn hoofd als hij speelt. Op 1 januari 2020 werd hij voor het eerst PDC-wereldkampioen door de finale met 3–7 in sets te winnen van Michael van Gerwen. Op 3 januari 2022 wist Wright voor de tweede keer PDC-wereldkampioen te worden door de finale met 5–7 in sets te winnen van Michael Smith. Wright werd op 6 maart 2022 voor het eerst nummer één op de PDC Order of Merit.

## Carrière
Peter Wright werd geboren in het Schotse Livingston, maar verhuisde op driejarige leeftijd naar Engeland. Zijn alleenstaande moeder was slechts zestien jaar oud toen Wright werd geboren en vertrok met hem naar Londen, uit angst dat de oudere zussen van zijn moeder hem zouden weghalen. In 1995 deed Wright voor het eerst mee aan Embassy waar hij in de eerste ronde verloor van de latere winnaar Richie Burnett.
Vanaf 2009 boekte Wright steeds betere resultaten en behaalde hij een aantal kwartfinales. Op de UK Open van 2013 kwam hij tot de halve finale door onder anderen Stephen Bunting, de toenmalige nummer 1 van de andere dartsbond, de BDO, te verslaan. In de kwartfinale won hij met 9-6 van Adrian Lewis, de tweevoudige wereldkampioen van de PDC. In de halve finale verloor Wright van Phil Taylor.
Op het World Matchplay moest Wright het in de eerste ronde opnemen tegen Kim Huybrechts. Deze wedstrijd won hij met 4-10. In de tweede ronde moest Wright het opnemen tegen Michael van Gerwen. Hij verloor met 13-3.
Op het PDC World Darts Championship 2014 behaalde Wright zijn eerste major-finale. Hierin nam hij het op Nieuwjaarsdag 2014 op tegen Michael van Gerwen, waarin hij verloor met 4-7 in sets. Direct na deze finale werd bekend dat Wright op 6 februari 2014 zijn debuut mocht maken in de Premier League Darts.
Tijdens het UK Open van 2017 wist Wright voor het eerst een van de hoofdtoernooien van de PDC te winnen. Op 5 maart won hij de finale met 11-6 van Gerwyn Price.
Op 1 januari 2020 won Wright voor het eerst de wereldtitel. In de finale won hij van Michael van Gerwen, waar hij in 2014 de finale nog van verloor, met 7-3 in sets.
Een maand later won Wright op 2 februari 2020 de finale van The Masters door in de finale Michael Smith te verslaan met 11-10. Op dat toernooi won hij in de kwartfinale van Dave Chisnall met een whitewash: 10-0.
Op 29 augustus 2020 gooide Wright zijn eerste 9-darter live op televisie. Dit deed hij op de Premier League of Darts tegen Daryl Gurney, van wie hij de wedstrijd uiteindelijk wel verloor.
Op 1 november 2020 won Wright het European Darts Championship door in de finale James Wade te verslaan met 11-4 in legs.
Wright wist de World Matchplay voor het eerst te winnen op 25 juli 2021. Hij versloeg Dimitri Van den Bergh met 18-9 in de finale.
Op 12 september 2021 won Wright samen met John Henderson de finale van de World Cup of Darts. Ze versloegen het Oostenrijkse koppel, bestaande uit Mensur Suljović en Rowby-John Rodriguez. Het was de tweede overwinning voor Schotland op dit toernooi. In 2019 won Wright het toernooi al eens samen met Gary Anderson.
Op het European Darts Championship 2023 versloeg Wright achtereenvolgend Gabriel Clemens, Michael Smith, Chris Dobey en Danny Noppert om de finale te bereiken. Daarin was de Schot met 11-6 te sterk voor James Wade.

## Resultaten op Wereldkampioenschappen

### BDO
- 1995: Laatste 32 (verloren van Richie Burnett met 1-3)

### PDC
- 2010: Laatste 64 (verloren van Michael van Gerwen met 1-3)
- 2011: Laatste 16 (verloren van Phil Taylor met 1-4)
- 2012: Laatste 64 (verloren van Jelle Klaasen met 1-3)
- 2013: Laatste 32 (verloren van Michael van Gerwen met 2-4)
- 2014: Runner-up (verloren van Michael van Gerwen met 4-7)
- 2015: Kwartfinale (verloren van Gary Anderson met 1-5)
- 2016: Kwartfinale (verloren van Adrian Lewis met 2-5)
- 2017: Halve finale (verloren van Gary Anderson met 3-6)
- 2018: Laatste 32 (verloren van Jamie Lewis met 1-4)
- 2019: Laatste 64 (verloren van Toni Alcinas met 1-3)
- 2020: Winnaar (gewonnen van Michael van Gerwen met 7-3)
- 2021: Laatste 32 (verloren van Gabriel Clemens met 3-4)
- 2022: Winnaar (gewonnen van Michael Smith met 7-5)
- 2023: Laatste 32 (verloren van Kim Huybrechts met 1-4)
- 2024: Laatste 64 (verloren van Jim Williams met 0-3)
- 2025: Kwartfinale (verloren van Stephen Bunting met 2-5)

## Resultaten op de World Matchplay
- 2009: Laatste 32 (verloren van Terry Jenkins met 4-10)
- 2011: Laatste 32 (verloren van Simon Whitlock met 7-10)
- 2013: Laatste 16 (verloren van Michael van Gerwen met 3-13)
- 2014: Laatste 32 (verloren van Stephen Bunting met 6-10)
- 2015: Halve finale (verloren van Michael van Gerwen met 12-17)
- 2016: Kwartfinale (verloren van Adrian Lewis met 14-16)
- 2017: Runner-up (verloren van Phil Taylor met 8-18)
- 2018: Halve finale (verloren van Mensur Suljovic met 13-17)
- 2019: Kwartfinale (verloren van Daryl Gurney met 13-16)
- 2020: Laatste 16 (verloren van Glen Durrant met 8-11)
- 2021: Winnaar (gewonnen van Dimitri Van den Bergh met 18-9)
- 2022: Kwartfinale (verloren van Dimitri Van den Bergh met 14-16)
- 2023: Laatste 16 (verloren van Ryan Searle met 8-11)
- 2024: Laatste 32 (verloren van Andrew Gilding met 5-10)
- 2025: Laatste 32 (verloren van Jermaine Wattimena met 8-10)